# Tümendemberelijn Süchbaatar
Tümendemberelijn Süchbaatar (mong. Түмэндэмбэрэлийн Сүхбаатар; ur. 1 marca 1964 w Ułan Bator) – mongolski zapaśnik w stylu wolnym. Olimpijczyk z Seulu 1988, gdzie odpadł w eliminacjach turnieju w kategorii 48 kg.